# Tropocyclops candidiusi
Tropocyclops candidiusi – gatunek widłonoga z rodziny Cyclopidae. Nazwa naukowa tego gatunku skorupiaków została opublikowana w 1931 roku na podstawie prac naukowych japońskiego zoologa Isokiti Harady.